# Brest, Belorusija
Brest (belorusko Брэст, rusko Брест, litovsko Brestas, poljsko Brześć) je mesto na jugozahodu Belorusije in glavno mesto istoimenske oblasti v upravni delitvi države. S približno 330 tisoč prebivalcev je eno večjih beloruskih mest. Stoji ob meji s Poljsko, na železniški povezavi med državama, nasproti poljskega mesta Terespol. Zaradi železniškega mejnega prehoda z Evropsko unijo je v zadnjih letih priljubljena postojanka beguncev z nemirnega severnega Kavkaza, ki iščejo zatočišče na zahodu.
Prva znana omemba Bresta sega v 11. stoletje, kot mejno mesto v spopadih med Slovani in Balti. Kasneje je pripadel Veliki litovski kneževini, takrat se je imenoval Brest-Litovsk (poljsko Brześć Litewski). Največja znamenitost je mestna trdnjava, kjer se je odvijala ena prvih bitk nemške invazije na Sovjetsko zvezo. Branilci so proti pričakovanjem zdržali kar mesec dni in trdnjava je postala simbol upora proti Nemcem. Po vojni je dobila unikaten naziv trdnjava-heroj. Danes je del monumentalnega spominskega parka, odprtega leta 1971.